# رز ستاره‌ای
رز ستاره‌ای(نام علمی: Rosa stellata) نام یک گونه از سرده رز است.